# 菲律濱中正學院
菲律濱中正學院，菲律賓的私立大學，位於馬尼拉湯都區。創立於1939年6月，創辦人為王泉笙（Wong Chun Seng），校名來自於蔣中正。以華語與英語教學，宗旨是提供菲律宾华人高等教育環境，菲律賓與中華民國都承認此學校的學歷。著名校友有施至成與陳永栽等人。

## 歷史
前身為菲律濱中正中學。

## 外部連結
- 官方网站

14°36′27″N 120°58′36″E / 14.607608°N 120.976669°E